# Nihil Novi

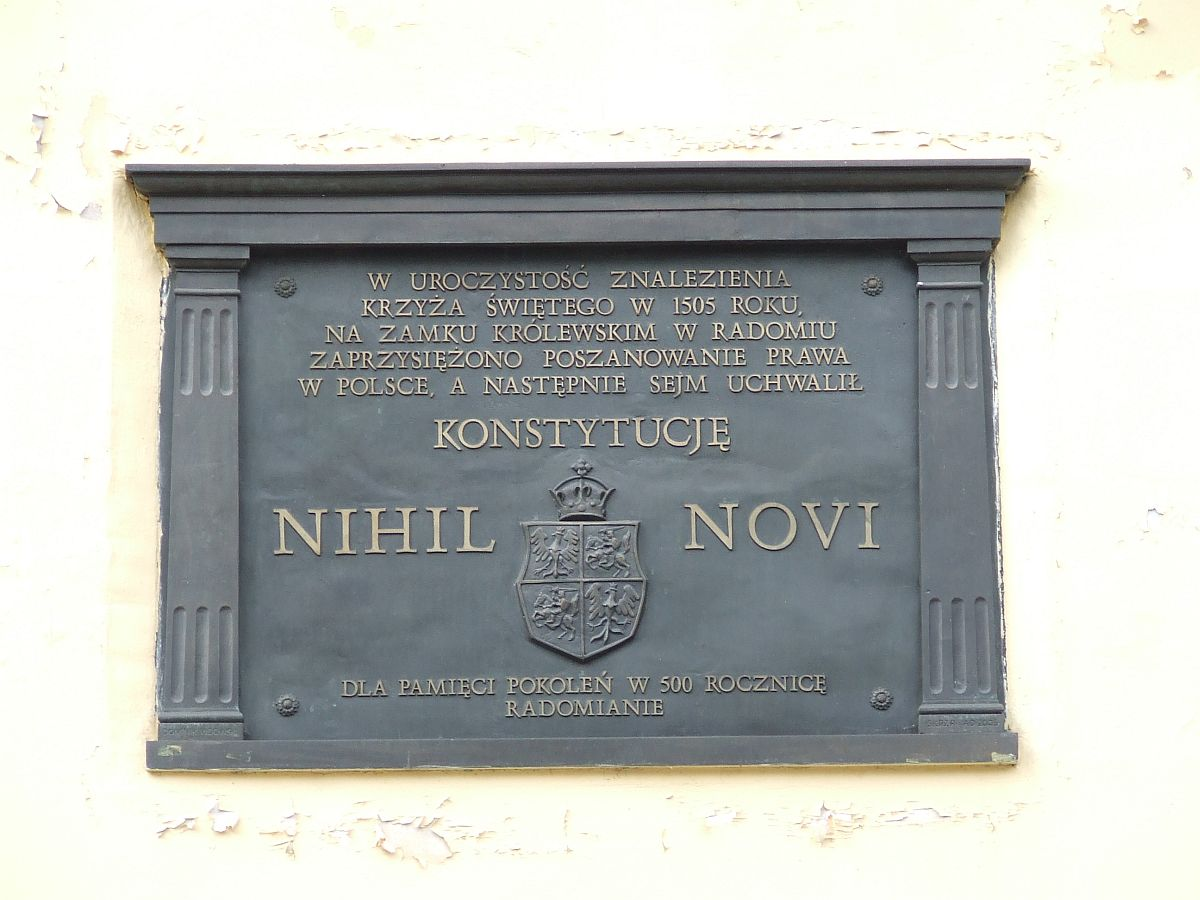
Eine Gedenktafel an die Konstitution „Nihil Novi“ (Königliches Schloss zu Radom).

Nihil Novi (zu deutsch Nichts Neues) war eine Konstitution des polnischen Reichstags zu Radom 1505, in der König Alexander von Polen der Abgeordnetenkammer das Recht auf Gesetzgebung zuerkannte: „ut deinceps futuris temporibus perpetuis, nihil novi constitui debeat per Nos et successores Nostros sine communi Consiliariorum et Nuntiorum Terrestrium consensu“ (dass von jetzt an dauerhaft für die Zukunft nichts Neues beschlossen werden darf durch Uns und Unsere Nachfolger ohne die gemeinsame Zustimmung der Konsiliare (=Senatoren) und Landesabgeordneten (= gewählte Provinzvertreter)). Sie wurde in der Radomer Johanneskirche verabschiedet.
„Nihil novi“ setzte das Privileg von Mielnik von 1501, das dem Senat das Recht zur Aufkündigung des Gehorsams bei Pflichtverletzung des Monarchen zugestand, außer Kraft und legalisierte den Sejm als Zweikammerversammlung, die aus drei politischen Ständen – dem Monarchen, den Senatoren und den in die Abgeordnetenkammer gewählten Vertretern des Adels – bestehen sollte, und verlegte den Hauptteil der Beratungen des Sejms vom Senat in die Abgeordnetenkammer. Die Konstitution „Nihil Novi“ wurde einer der wichtigsten Grundpfeiler der polnisch-litauischen „Adelsdemokratie“.

## Quelle
- Digitale Aufbereitung eines Krakauer Druckes aus dem Jahre 1506 (Memento vom 18. Februar 2009 im Internet Archive)